# Distretto di Kocasinan
Il distretto di Kocasinan (in turco Kocasinan ilçesi) è uno dei distretti della provincia di Kayseri, in Turchia. Fa parte del comune metropolitano di Kayseri.